# قوات الدرك (الأردن)
قوات الدرك قوات أمنية أردنية متعددة المهام، يتمحور دورها الأساسي حول حفظ الأمن والأستقرار الداخلي للبلاد والتصدّي لأعمال العنف والشغب ومكافحة الإرهاب، تشكلت في بداياتها مع تشكيل أول حكومة أردنية بتاريخ 11 أبريل 1921 كقوة تابعة للقوات العسكرية (الجيش) وذلك بعد فترة قصيرة من تأسيس إمارة شرق الأردن،  واستمرت كذلك حتى العام 1956 حيث فُصلت القوة الأمنية عن الجيش، وجرى إنشاء مديرية الأمن العام كمؤسسة أمنية مستقلة، تتبع لها قوات الدرك، في 16 يناير 2008 أصدر الملك عبد الله الثاني بن الحسين مرسوماً ملكياً يقضي بتشكيل المديرية العامة للدرك، يكون ارتباطها مباشرة مع وزارة الداخلية. وفي 16 ديسمبر 2019 صدرت إرادة ملكية بدمج الأجهزة الأمنية التابعة لوزارة الداخلية، حيث عادت قوات الدرك لتصبح جزءًا من مديرية الأمن العام.
من الجدير بالذكر أن نشأة اسم الدرك في الأردن كانت مع بداية تشكيل إمارة شرق الأردن حيت استخدم مسمّى «درك» كرديف لكلمة «شرطة».[بحاجة لمصدر]

## المديرية العامة لقوات الدرك
تتكون من التشكيلات التالية:
- مديرية درك المهام الخاصة
- مديرية درك الجنوب
- مديرية درك الأمن الديبلوماسي والدوائر
- مديرية درك الوسط
- مديرية درك الشمال
- وحدة الأمن\14
- مؤسسة تدريب الدرك
- مركز التدريب التخصصي
- معهد تدريب قوات حفظ السلام وحقوق الإنسان
- وحدة فرسان قوات الدرك

## واجبات قوات الدرك
- المحافظة على النظام العام.
- احتواء أي خلل في الأمن الداخلي أو مسيرات غير مرخصة قد تخرج عن النظام العام أو شغب ملاعب.
- التعاطي مع المجرمين الخطرين.
- تعزيز الشعور بالراحة لأفراد المجتمع والمحافظة على الأمن والنظام والتعاون مع الحالات الطارئة والاستثنائية.
- مكافحة الشغب والعصيان وفض المشاجرات والصدامات معتمدة على أسلوب التدخل السريع لمنع وقوع المواجهات.
- حماية السفارات الاجنبية والمؤسسات الحكومية والأجهزة الحساسة والحيوية في البلد.
- المشاركة في مهمات خارجية ضمن قوات حفظ السلام الدولية.

## مديرو قوات الدرك
- توفيق باشا الحلالمة (2008-2010)
- توفيق الطوالبة (2010-2013)
- أحمد علي السويلميين (2013-2015)
- حسين سالم الحواتمة (2015-2019)